# Sẻ cánh đỏ mặt đỏ
Sẻ cánh đỏ mặt đỏ (danh pháp hai phần: Cryptospiza reichenovii) là một loài chim thuộc họ Estrildidae ở châu Phi.
Sẻ cánh đỏ mặt đỏ phân bố ở Angola, Burundi, Cameroon, Cộng hòa Dân chủ Congo, Malawi, Mozambique, Niger, Nigeria, Rwanda, Tanzania, Uganda, Zambia và Zimbabwe.